# Kolczuga (WRE)
Kolczuga (ros. Кольчуга) – postradziecki pasywny system rozpoznania elektronicznego, zdolny do wykrywania i lokalizacji źródeł emisji elektromagnetycznej naziemnych, nawodnych i powietrznych. Jego koncepcja została opracowana jeszcze w ZSRR, do produkcji został wprowadzony przez Ukrainę.

## Historia
Prace nad budową nowego systemu walki elektronicznej rozpoczęto w ZSRR w 1980 r. w Kurskim Instytucie Wojskowym GRU ZSRR (ros. Курский военный институт ГРУ СССР). Na początku lat 80. XX wieku prace zostały przeniesione do ukraińskiego przedsiębiorstwa „Topaz” w Doniecku, gdzie w 1987 r. sprawdzony system wdrożono do produkcji. Do rozpadu ZSRR wyprodukowano 75 Kolczug. W następnych latach Ukraina kontynuowała samodzielnie rozwój i produkcję systemu bez udziału rosyjskich instytucji. W wyniku prac w latach 1993–2000 powstała zmodernizowana wersja systemu, która nosi oznaczenie Kolczuga-M. W udoskonalonej wersji zostały rozszerzone zakresy częstotliwości pracy systemu, stworzono też nowy system antenowy. Zespół projektantów, który opracował system, został nominowany do ukraińskiej Nagrody Państwowej. Zmodernizowana konstrukcja została zaprezentowana w 2000 r. na światowej wystawie sprzętu wojskowego w Abu Zabi. W 2002 r. system został zaprezentowany na wystawie Defendory Intеrnational-2002 w Grecji. W kolejnych latach miejsca prezentacji zostały rozszerzone m.in. o Francję, Malezję oraz Chiny. W 2001 r. Kolczuga zwyciężyła w przetargu na pasywny system rozpoznania elektronicznego ogłoszony przez chińską armię. System był oferowany w tym czasie klientom zagranicznym w cenie 5 mln dolarów za zestaw. Odbiorców systemu poszukiwano również na kontynencie afrykańskim, w 2010 r. Kolczuga była prezentowana w ramach wystawy sprzętu militarnego Africa Aerospace & Defence w Kapsztadzie. W trakcie rozwoju konstrukcji opracowano osiem rozwiązań, które zostały objęte ochroną patentową, w produkcji seryjnej bierze udział dwanaście podmiotów.
Głównym zadaniem Kolczugi jest pasywne wykrywanie i lokalizacja źródeł emisji elektromagnetycznej, takich jak radary, systemy łączności czy inne urządzenia elektroniczne przeciwnika. System umożliwia śledzenie ruchu obiektów naziemnych, nawodnych i powietrznych na dużych odległościach, co czyni go cennym narzędziem w prowadzeniu rozpoznania elektronicznego. Jest w stanie przekazywać dane do systemów obrony przeciwlotniczej oraz naprowadzać na cele pociski rakietowe po wyłączeniu radaru naprowadzającego wyrzutni.
Kolczuga znalazła się na wyposażeniu sił zbrojnych Ukrainy, Chin, Turkmenistanu, Gruzji oraz Etiopii. System był rozmieszczany w strategicznych lokalizacjach w celu monitorowania aktywności elektromagnetycznej przeciwnika. Podczas konfliktów, takich jak wojna w Iraku w 2003 r., Kolczuga była używana do śledzenia ruchów wojsk koalicji. W 2006 r. Ukraina była oskarżana o dostawę systemu Kolczuga Iranowi przy cenie 25 mln dolarów za zestaw.
Po zajęciu Doniecka stronie ukraińskiej udało się ewakuować z zakładów produkcyjnych dokumentację techniczną i produkcyjną systemu. Trafiła do zakładów Iskra w Zaporożu, gdzie uruchomiono linie technologiczne pozwalające na naprawę i konserwację użytkowanych systemów. Zakłady Iskra pracują nad modernizacją systemu, która otrzymała oznaczenie Kolczuga RDF-360.
W lutym 2022 r. Ministerstwo Obrony Ukrainy ogłosiło rozpoczęcie modernizacji systemów Kolczuga, mającej na celu zwiększenie ich czułości i skuteczności w wykrywaniu celów powietrznych i naziemnych. Prace modernizacyjne powierzono firmie „Target”.

## Budowa
System pracuje w zakresie częstotliwości od 135 do 18 000 MHz, cele naziemne i nawodne wykrywa z odległości 600 km. Cele powietrzne widoczne są dla niego z odległości 800 km. Składa się z trzech stacji rozmieszczonych w określonym układzie geometrycznym, co pozwala na triangulację źródeł emisji. System wykorzystuje pięć anten pracujących w różnych zakresach częstotliwości (metrowym, decymetrowym i centymetrowym) o czułości 90–110 dB/W, co zapewnia szeroki zakres detekcji. Zakres skanowania sektorowego wynosi od 30 do 240 stopni, błąd namiaru mieści się w zakresie 0,3–5 stopni. System może  wykryć i zidentyfikować oraz śledzić do 200 obiektów. Obsługa podczas działań bojowych składa się z siedmiu osób, podczas trybu pokojowego system wymaga zaangażowania do czterech osób. Platformą systemu są pojazdy KrAZ-6322REB-01. System wymaga zasilania prądem o napięciu 380 V, pobór mocy wynosi ok. 8 kW.
Działanie systemu jest oparte na dużej automatyzacji czynności. Samodzielnie analizuje otoczenie i porównuje odebrane sygnały z zapisanymi w bazie danych wzorcami. Informacje zgromadzone w tej bazie danych mogą być wykorzystywane do identyfikacji i rozpoznawania nowo wykrytych źródeł emisji radiowej. Praca systemu jest nadzorowana przez jednego operatora, dwóch kolejnych stanowi rezerwę zapewniającą nieprzerwaną pracę.

## Wykorzystanie bojowe
Około 24 systemy zakupiono dla armii ukraińskiej. Wiosną 2014 r. jeden z nich został zdobyty przez Rosjan na Krymie, a w na przełomie maja i czerwca dwa kolejne Kolczugi wpadły w ręce Rosjan podczas okupacji Doniecka.